# Les Baumettes (Marseille)
Cet article possède un paronyme, voir Les Baumettes.
Les Baumettes est un quartier du 9e arrondissement de Marseille. Il est connu pour abriter le Centre pénitentiaire de Marseille.
Son nom lui vient de l'occitan baumetas (baumeto selon la norme mistralienne) signifiant littéralement «petites grottes».
Il est un point de départ ou de passage pour la visite des calanques de Marseille, notamment celles de Sormiou et de Morgiou